# Majur (Šabac)
Majur (em cirílico: Мајур) é uma vila da Sérvia localizada no município de Šabac, pertencente ao distrito de Mačva, na região de Mačva. A sua população era de 7046 habitantes segundo o censo de 2011.

## Demografia
| 1948  | 1953  | 1961  | 1971  | 1981  | 1991  | 2002  | 2011  |
| ----- | ----- | ----- | ----- | ----- | ----- | ----- | ----- |
| 1 802 | 2 009 | 2 550 | 3 776 | 5 000 | 6 140 | 6 854 | 7 046 |